# Diócesis de Jundiaí
La diócesis de Jundiaí (en latín: Dioecesis Iundiaiensis y en portugués: Diocese de Jundiaí) es una circunscripción eclesiástica de la Iglesia católica en Brasil. Se trata de una diócesis latina, sufragánea de la arquidiócesis de Sorocaba. Desde el 15 de junio de 2022 su obispo es Arnaldo Carvalheiro Neto.

## Territorio y organización
La diócesis tiene 2254 km² y extiende su jurisdicción sobre los fieles católicos de rito latino residentes en 11 municipios del estado de São Paulo: Jundiaí, Cabreúva, Cajamar, Campo Limpo Paulista, Itu, Itupeva, Louveira, Pirapora do Bom Jesus, Salto, Santana de Parnaíba y Várzea Paulista.
La sede de la diócesis se encuentra en la ciudad de Jundiaí, en donde se halla la Catedral de Nuestra Señora del Destierro. En Itu se encuentra el santuario nacional del Sagrado Corazón de Jesús.
En 2021 en la diócesis existían 66 parroquias agrupadas en 9 regiones pastorales.

## Historia
La diócesis fue erigida el 7 de noviembre de 1966 con la bula Quantum conferant del papa Pablo VI, obteniendo el territorio de las arquidiócesis de Campinas y San Pablo.
El 10 de agosto de 1990, con la carta apostólica Cum fideles, el papa Juan Pablo II confirmó a la Santísima Virgen María, venerada con el título de Nossa Senhora do Desterro, patrona de la diócesis.
Originalmente sufragánea de la arquidiócesis de San Pablo, el 29 de abril de 1992 pasó a formar parte de la provincia eclesiástica de la arquidiócesis de Sorocaba.

## Estadísticas
Según el Anuario Pontificio 2022 la diócesis tenía a fines de 2021 un total de 1 093 160 fieles bautizados.
| Año                                                                             | Población            | Población | Población      | Sacerdotes | Sacerdotes    | Sacerdotes    | Bautizados por sacerdote | Diáconos permanentes | Religiosos | Religiosos | Parroquias |
| Año                                                                             | Bautizados católicos | Total     | % de católicos | Total      | Clero secular | Clero regular | Bautizados por sacerdote | Diáconos permanentes | Varones    | Mujeres    | Parroquias |
| ------------------------------------------------------------------------------- | -------------------- | --------- | -------------- | ---------- | ------------- | ------------- | ------------------------ | -------------------- | ---------- | ---------- | ---------- |
| 1966                                                                            | ?                    | 228 718   | ?              | 53         | 1             | 52            | ?                        |                      |            |            | 19         |
| 1970                                                                            | 360 000              | 400 000   | 90.0           | 58         | 21            | 37            | 6206                     |                      | 37         | 123        | 26         |
| 1976                                                                            | 295 000              | 320 000   | 92.2           | 57         | 18            | 39            | 5175                     |                      | 43         | 161        | 27         |
| 1980                                                                            | 389 000              | 412 000   | 94.4           | 56         | 18            | 38            | 6946                     | 1                    | 40         | 174        | 28         |
| 1990                                                                            | 518 000              | 592 000   | 87.5           | 63         | 32            | 31            | 8222                     | 3                    | 42         | 278        | 33         |
| 1999                                                                            | 716 627              | 843 090   | 85.0           | 84         | 49            | 35            | 8531                     | 65                   | 47         | 190        | 46         |
| 2000                                                                            | 731 013              | 860 144   | 85.0           | 80         | 53            | 27            | 9137                     | 67                   | 36         | 190        | 47         |
| 2001                                                                            | 788 700              | 928 156   | 85.0           | 85         | 54            | 31            | 9278                     | 65                   | 42         | 91         | 47         |
| 2002                                                                            | 769 771              | 962 214   | 80.0           | 85         | 55            | 30            | 9056                     | 63                   | 38         | 188        | 51         |
| 2003                                                                            | 828 152              | 974 296   | 85.0           | 96         | 62            | 34            | 8626                     | 63                   | 49         | 206        | 51         |
| 2004                                                                            | 846 119              | 995 434   | 85.0           | 100        | 65            | 35            | 8461                     | 90                   | 58         | 190        | 57         |
| 2006                                                                            | 903 964              | 1 063 487 | 85.0           | 111        | 74            | 37            | 8143                     | 90                   | 61         | 173        | 58         |
| 2011                                                                            | 980 000              | 1 155 000 | 84.8           | 107        | 78            | 29            | 9158                     | 80                   | 38         | 184        | 63         |
| 2013                                                                            | 997 000              | 1 175 000 | 84.9           | 103        | 75            | 28            | 9679                     | 99                   | 45         | 182        | 64         |
| 2016                                                                            | 1 022 000            | 1 241 153 | 82.3           | 104        | 76            | 28            | 9826                     | 96                   | 44         | 176        | 66         |
| 2019                                                                            | 1 054 000            | 1 281 750 | 82.2           | 112        | 85            | 27            | 9410                     | 88                   | 52         | 170        | 66         |
| 2021                                                                            | 1 093 160            | 1 329 570 | 82.2           | 122        | 92            | 30            | 8960                     | 71                   | 55         | 160        | 66         |
| Fuente: Catholic-Hierarchy, que a su vez toma los datos del Anuario Pontificio. |                      |           |                |            |               |               |                          |                      |            |            |            |

## Episcopologio
- Gabriel Paulino Bueno Couto, O.Carm. † (21 de noviembre de 1966-11 de marzo de 1982 renunció)
- Roberto Pinarello de Almeida † (11 de marzo de 1982 por sucesión-2 de octubre de 1996 falleció)
- Amaury Castanho † (2 de octubre de 1996 por sucesión-7 de enero de 2004 retirado)
- Gil Antônio Moreira (7 de enero de 2004-28 de enero de 2009 nombrado arzobispo de Juiz de Fora)
- Vicente Costa (30 de diciembre de 2009-15 de junio de 2022 retirado)
- Arnaldo Carvalheiro Neto, desde el 15 de junio de 2022